# Бранко Нешић
Бранко Нешић (Београд, 17. август 1934) бивши је југословенски и српски професионални кошаркаш.

## Играчка каријера

### Црвена звезда
Рођен је у Београду, а кошаркашку каријеру започео је у омладинском тиму Црвене звезде у време када је тренер био Милан Бјегојевић. Године 1952. придружио се првом тиму Црвене звезде, а дебитовао је 18. маја 1952. године на утакмици Прве лиге Југославије против Борца Чачак, његов тим победио је резултатом 44 : 22, а Нешић је постигао два поена. Заједно са Црвеном звездом освојио је првенство 1952. године. Након тога освојио је још три првенства, све од 1953. до 1955. године.
Током његове каријере, колеге у тиму Црвене звезде били су му Ладислав Демшар, Срђан Калембер, Борко Јовановић, Борислав Ћурчић, Драган Гоџић, Ђорђе Коњовић, Обрен Поповић и Ђорђе Андријашевић, док их је тренирао Небојша Поповић. Након одласка тренера Поповића после сезоне 1955. Нешић је одиграо још две сезоне за Црвену звезду. Дана 8. септембра 1957. године одиграо је утакмицу финала Прве Лиге Југославије за Црвену звезду против Пролетера Зрењанин, његов тим славио је резултатом 91 : 73, а постигао је један поен. Укупно, забележио је 53 званична меча за Црвену звезду, а постигао 116 поена.

### Француска
Након одласка из Црвене звезде 1957. године, Нешић се преселио у Француску, где се придружио тиму Каен Баскет Калвадос. Играо је шест сезона за Каен у Про А лиги Француске. Године 1963. придружио се другом француском тиму, Олимпик Антибу, где је играо две сезоне. Након тога се пензионисао, 1965. године. Након пензионисања, 1965. године преселио се у Сједињене Америчке Државе.

## Награде и трофеји
- Прва лига Југославије шампион: 4 (са Црвеном звездом: 1952, 1953, 1954 и 1955).